# Lepisma
Lepisma es un género de insectos del orden Zygentoma y de la familia Lepismatidae, que está formada por más de veinte géneros entre los que se incluyen también el género Thermobia y el género Ctenolepisma. Durante años estuvo incluido dentro del orden de los tisanuros.
El miembro más conocido de este género es la especie L. saccharina, denominado vulgarmente como pececillo de plata. Especie cosmopolita que suele co-habitar con seres humanos y se alimenta a base de carbohidratos que procesa a partir de la celulosa que se encuentra, por ejemplo, en el papel de los libros y que es capaz de procesar por sí mismo gracias a la celulasa que produce en su tracto digestivo. En determinadas circunstancias puede convertirse en una plaga.

## Clasificación
El género Lepisma, como parte de la familia Lepismatidae, solía integrarse dentro del orden Tisanura hasta que en el siglo XX dicho orden se dividió en dos grupos independientes, teniendo en cuenta diferencias respecto a la morfología de las mandíbulas: Archaeognatha y Zygentoma. Después de que Archaeognatha fuese reconocido como un orden de insectos independiente caracterizado por insectos de mandíbulas articuladas en un solo punto, la etiqueta Tisanura siguió utilizándose durante algún tiempo para referirse aquellas familias del grupo original con mandíbulas articuladas en dos puntos, como por ejemplo lepismas y thermobias entre otros. Sin embargo, hoy en día se utiliza generalmente el nombre Zygentoma para referirse a este último grupo, con el objetivo de evitar la confusión.

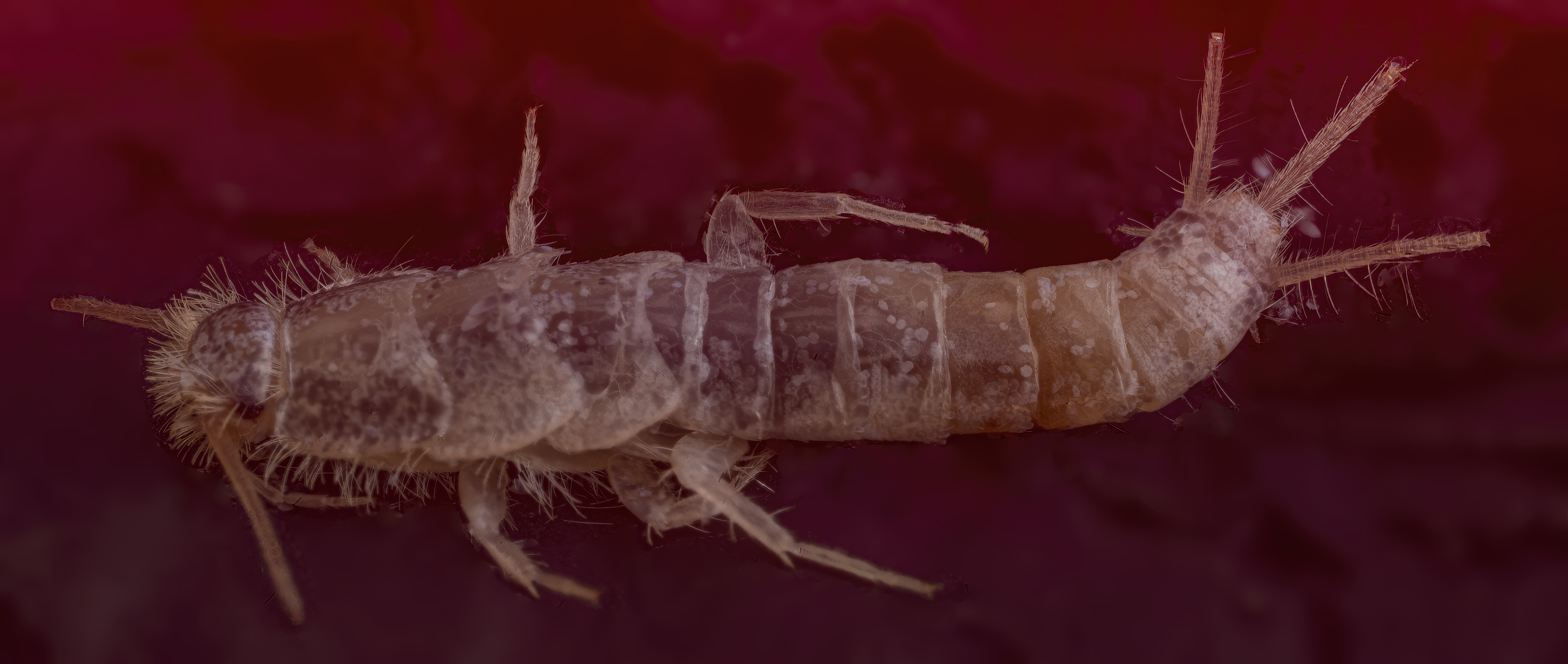
De la familia Lepismadie